# Emma Jones

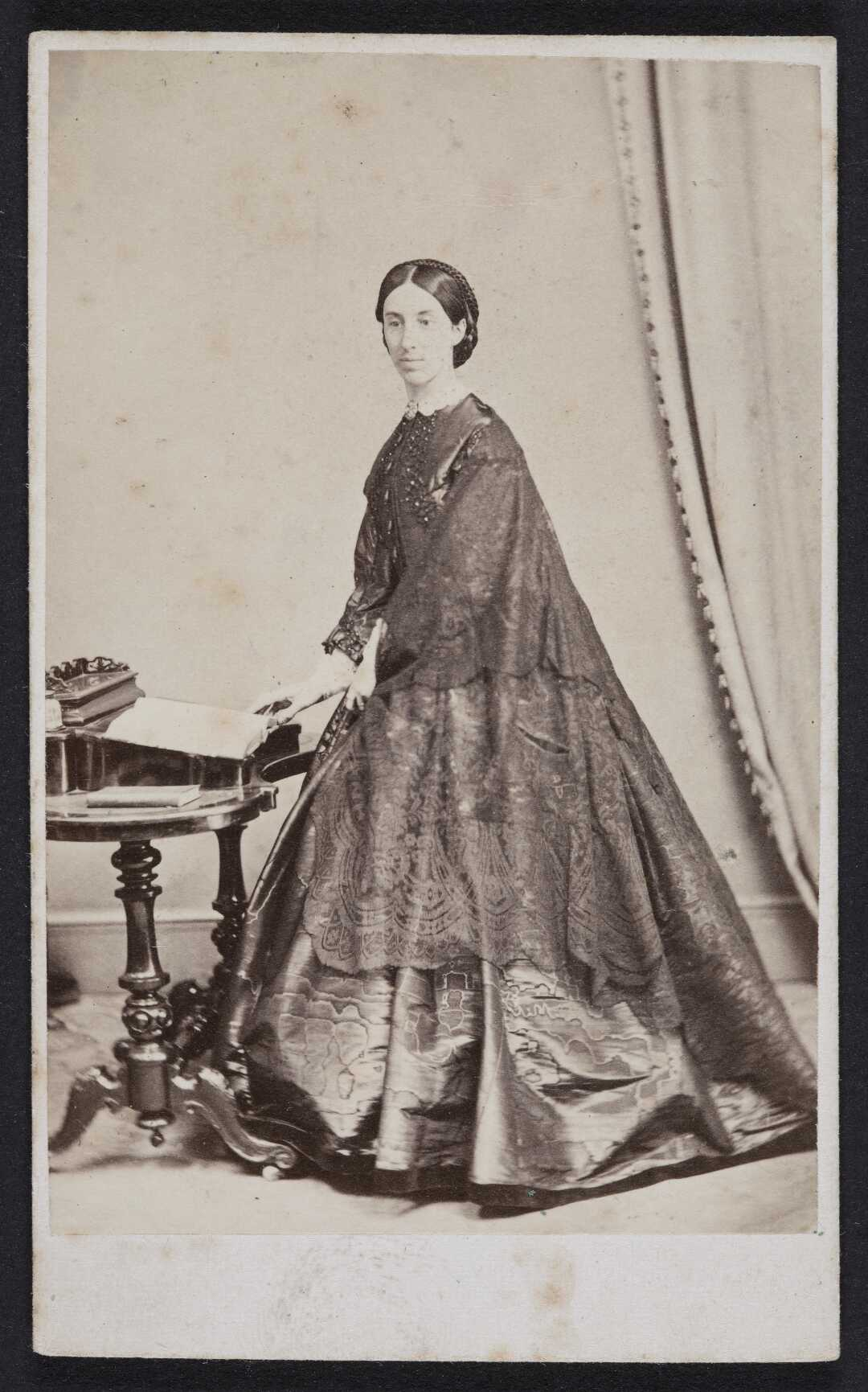
Emma Jones, geb. Buchanan

Emma Jones (geb. Buchanan; * 2. Juli 1835 in Stepney, London, England; † 14. Januar 1894 in Bordighera, Italien) war eine neuseeländische Botanikerin, Autorin und Aquarellmalerin. Ihr offizielles botanisches Autorenkürzel lautet „S.Jones“

## Leben und Wirken
Jones war das erste von acht Kindern von Andrew Buchanan (1807–1877) und dessen Frau Emma Harkness. Sie wurde am 4. September 1835 getauft. Die Eltern mussten noch im selben Jahr heiraten. Buchanans Vater war einer der leitenden Ärzte am St George’s Hospital von London.
1857 wanderte Buchanan mit seiner gesamten Familie nach Neuseeland aus. Sie begannen ihre Reise am 13. April auf dem Schiff Dinapore und erreichten Neuseeland am 5. August 1857. Auf dem Schiff lernte Emma den Offizier der britischen Armee Humphrey Jones kennen, den sie nach der Ankunft am 1. Dezember 1857 in Auckland heiratete. Die Trauung wurde von Bischof George Augustus Selwyn vollzogen, der das Paar zusammen mit ihrer Schwester Edith und ihrem Mann Alexander Clerk vermählte. Emmas Vater kaufte noch im Oktober des Jahres für rund 1000 englische Pfund ein stattliches Haus, das den Namen „Clovernook“ trug und in dem Jones mit ihrem Mann bis 1865 lebte.

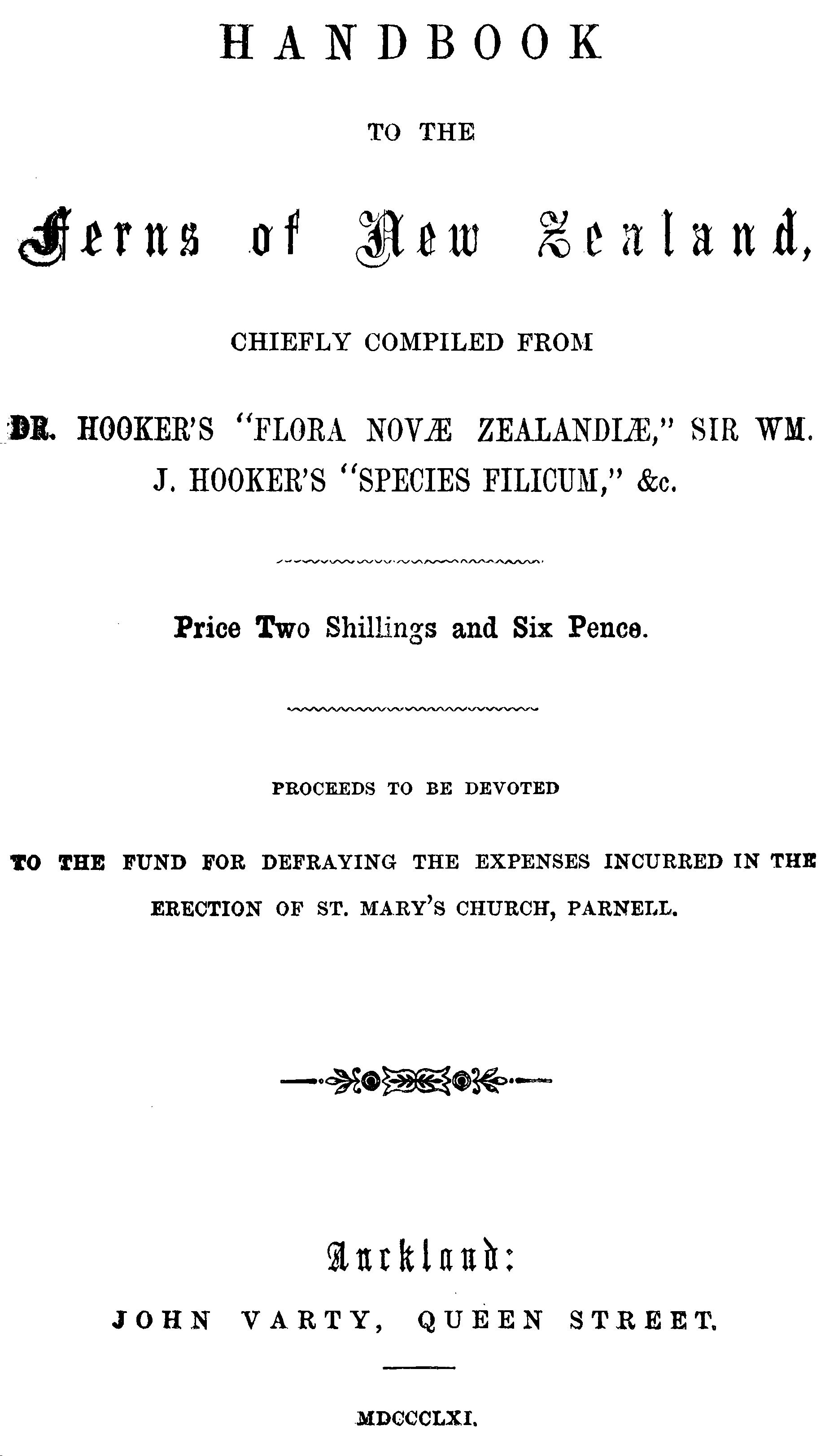
Titelseite von Handbook to the ferns of New Zealand

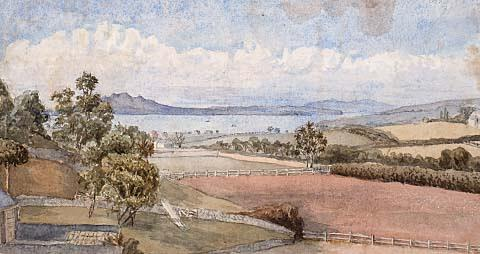
Rangitoto from Remuera (1857)

Unter dem Titel Handbook to the ferns of New Zealand veröffentlichte Jones 1861 ein 32-seitiges Handbuch über die Farne Neuseelands.
Während die Stammes- und Gattungsbeschreibungen in Joseph Dalton Hookers Abhandlung über die Farne Neuseelands textlich verstreut waren, fasste sie Jones in ihrem Werk zusammen, wodurch sie leichter zu vergleichen waren und eine Zusammenfassung darstellten. Für die Siedler der damaligen Zeit war das Werk von Jones leichter und schneller zu lesen und zu verstehen, als das in dem zweiteiligen Band mit dem Titel Flora Novae-Zelandiae (1851–1853) von Hooker möglich gewesen wäre.
Jones muss wohl auch als Malerin bezeichnet werden, denn es existiert ein Aquarell von ihr aus dem Jahr 1857 mit dem Titel Rangitoto from Remuera, das in der Auckland Art Gallery zu finden ist.
Das spätere Leben von Jones liegt weitgehend im Dunklen. Es sind hauptsächlich Aufzeichnungen zu finden, die sich auf ihren Mann beziehen könnten, der zuletzt in Neuseeland diente und dort 1867 im Rang eines Commissary-General seinen Abschied nahm.
So war ein gewisser „S. Jones“ als Mitglied des Auckland Institute von 1868, 1877 und 1878 in Aufzeichnungen nachzuweisen und 1882 wurde ein „Humphrey Stanley Herbert Jones“ als Landbesitzer auf der Coromandel Peninsula, in Nelson und im Waitaki District geführt. Beide Daten könnten auf ihren Mann verweisen.
Jones’ Vater, Andrew Buchanan, hingegen hatte sich in Neuseeland einen Namen gemacht, in dem er von 1862 bis 1874 Dunedin im damaligen Legislativrat vertrat, für ein Impfgesetz in Neuseeland verantwortlich zeichnete und sich für die Abschaffung der damaligen „Irrenhäuser“ des Landes einsetzte. 1874 kehrte Buchanan nach England zurück und starb dort im Jahr 1877.
Die Eheleute Jones zogen schließlich nach Italien und lebten dort zuletzt in Bordighera an der italienischen Riviera in der Villa Mona, wo Emma Jones 1894 im Alter von 58 Jahren verstarb. 1902 verstarb ihr Ehemann ebenfalls in der Villa im Alter von 86 Jahren.

## Schriften
- Handbook to the ferns of New Zealand. John Varty, Auckland 1861 (Digitalisat).